# Göran Hägglund
Bo Göran Hägglund (ur. 27 stycznia 1959 w Degerfors) – szwedzki polityk, przewodniczący Chrześcijańskich Demokratów i minister zdrowia.

## Życiorys
Po ukończeniu szkoły średniej kształcił się w zakresie ubezpieczeń i spraw społecznych. Pracował w branży ubezpieczeniowej i bankowej. W drugiej połowie lat 80. był dyrektorem administracyjnym klubu poselskiego chadeków. Zasiadał także w radzie miasta Jönköping.
W 1991 po raz pierwszy uzyskał mandat posła do Riksdagu z listy Chrześcijańskich Demokratów. Od tego czasu reelekcję uzyskiwał w kolejnych wyborach. W parlamencie był m.in. przewodniczącym komisji mieszkalnictwa, a w latach 1991–2002 liderem partyjnej grupy deputowanych. Od 1998 do 2004 zajmował stanowisko zastępcy członka zarządu Banku Szwecji
W 2004 został przewodniczącym Chrześcijańskich Demokratów, zastępując pełniącego przez wiele lat tę funkcję Alfa Svenssona. Po wygranych przez centroprawicową koalicję wyborach parlamentarnych w 2006 objął stanowisko ministra zdrowia i spraw społecznych w rządzie Fredrika Reinfeldta, rezygnując w konsekwencji z zasiadania w parlamencie. Utrzymał tę funkcję także po wyborach w 2010, w których również uzyskał reelekcję do Riksdagu. Zakończył urzędowanie w 2014, pozostając członkiem parlamentu na kolejną kadencję. W 2015 ustąpił z funkcji przewodniczącego partii na rzecz Ebby Busch Thor, zrezygnował także z zasiadania w parlamencie.
W parze z polityk Anną Ekström doszedł do finału jednej z edycji popularnego programu rozrywkowego På spåret.